# Massacro di Luxor

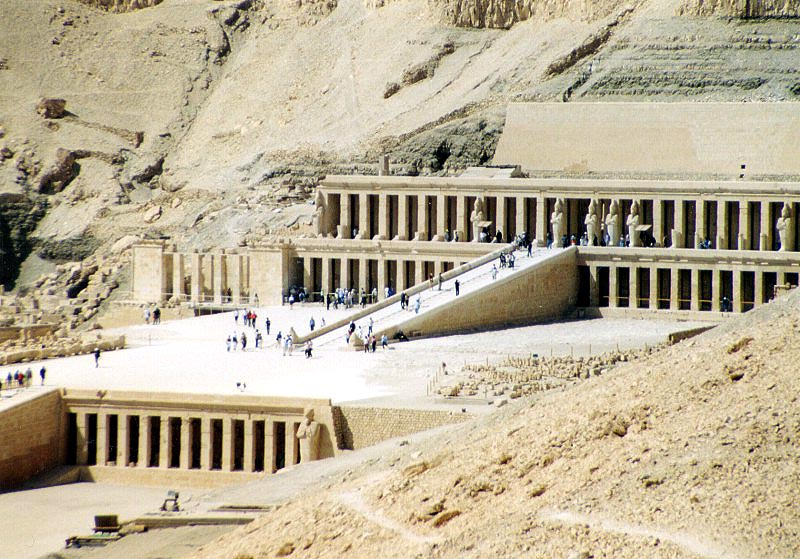
Il tempio funerario della regina Hatshepsut, luogo dell'eccidio

Il massacro di Luxor fu un attentato terroristico avvenuto il 17 novembre del 1997 a Deir el-Bahari, un sito archeologico che si estende lungo il Nilo nei pressi di Luxor, in Egitto. Deir el-Bahari è uno dei siti egiziani di maggior interesse a livello turistico per la presenza del monumentale tempio funerario della regina Hatshepsut (1478-1455 a.C. XVIII dinastia egizia), altrimenti noto come Djeser-Djeseru (La sublime sublimità).

## L'attacco
L'attacco avvenne a metà mattinata, condotto da militanti del Gruppo Islamico e dalla Jihād Ṭalīʿat al-Fatḥ ("Jihād dell'avanguardia della vittoria"), e provocò il massacro di 62 persone presenti sul posto. I sei assalitori, camuffati da membri delle forze di sicurezza, erano muniti di armi automatiche e coltellacci. Giunsero al tempio di Hatshepsut intorno alle 08:45.
Coi turisti intrappolati all'interno del tempio, gli assassini ebbero gioco facile a completarne lo sterminio lungo un arco di tempo di 45 minuti, nel corso del quale numerosi corpi, specialmente di donne, furono mutilati a colpi di machete. All'interno di un cadavere sventrato fu anche trovato un appunto in cui si glorificava l'Islam. Furono uccisi anche un bimbo britannico di appena cinque anni e quattro coppie di giapponesi in luna di miele.
I terroristi fuggirono dirottando un autobus, ma incapparono in un posto di blocco delle forze armate egiziane e della polizia, con cui ingaggiarono una sparatoria. Uno di loro rimase ferito nello scontro a fuoco, ma il resto del commando riuscì a trovar scampo tra le colline circostanti; i loro cadaveri furono rinvenuti successivamente in una caverna, dove apparentemente si erano suicidati.

## I sospetti
Si pensa che l'attacco sia stato istigato da alcuni leader in esilio della al-Ǧamāʿa al-Islāmiyya (in italiano, il Gruppo Islamico, un'organizzazione terroristica del fondamentalismo islamico) che cercavano di sabotare l'Iniziativa non-violenta del luglio 1997, devastare l'economia egiziana che vedeva nel turismo una delle maggiori entrate in valuta pregiata (superata solo dai proventi dei pedaggi del transito navale attraverso il Canale di Suez) e provocare una repressione governativa che, nelle intenzioni degli ideatori, avrebbe dovuto rafforzare il fronte delle forze d'opposizione ostili al regime autoritario di Hosni Mubarak.
L'attacco, tuttavia, esacerbò ulteriormente le divisioni interne alla dirigenza del gruppo - che vedeva i membri del Gruppo Islamico in Egitto favorevoli al dialogo con il governo, al contrario di quelli in esilio - e condusse di lì a poco ad una dichiarazione di cessate il fuoco da parte del Gruppo Islamico.

## Vittime
| Nazionalità | Morti |
| ----------- | ----- |
| Svizzera    | 36    |
| Giappone    | 10    |
| Regno Unito | 6     |
| Egitto      | 4     |
| Germania    | 4     |
| Colombia    | 2     |
| Totale      | 62    |

## Reazioni
Dopo l'accaduto, il presidente Hosni Mubarak rimosse dalla sua carica il ministro degli Interni, il generale Hasan al-Alfi, sostituendolo col generale Habib al-'Adli. L'industria turistica - in Egitto in generale e a Luxor in particolare - ne risentì pesantemente, con la cancellazione da parte di turisti delle loro prenotazioni, e rimase a lungo depressa.
Il massacro tuttavia fece registrare in Egitto un brusco arresto per le "fortune" del terrorismo di matrice islamica, dal momento che orientò decisamente l'opinione pubblica egiziana in direzione contraria. Quasi immediatamente si ebbero a Luxor manifestazioni spontanee contro i terroristi, in cui si chiedeva un deciso intervento del governo. La pressione manifestata indusse Mubarak a programmare entro pochi giorni una visita ufficiale sul luogo dell'eccidio.
Gli organizzatori dell'attentato e i loro sostenitori compresero subito che l'azione aveva condotto ad una massiccia presa di posizione a loro ostile e cercarono goffamente di negare il loro coinvolgimento. Il giorno dopo l'attacco, il leader del Gruppo Islamico, Rifāʿī Ṭāhā, affermò che gli attaccanti intendevano soltanto prendere in ostaggio alcuni turisti, malgrado fosse evidente che la strage era stata pianificata. Altri arrivarono a negare del tutto un coinvolgimento islamico, addossando ad altri le responsabilità della strage: lo Shaykh Omar Abd al-Rahman, ad esempio, accusò dell'uccisione gli israeliani; Ayman al-Zawahiri sostenne che il massacro era opera della polizia egiziana.
Da quel momento, il regime di Mubarak avviò una politica di durissima repressione dei movimenti armati fondamentalisti, spesso senza rispetto della legge, col risultato d'indurre il composito fronte terroristico islamista a rinunciare alle sue azioni sul territorio egiziano. Nel giugno 2013 il nuovo presidente egiziano Mohamed Morsi, appartenente al partito islamico dei Fratelli Musulmani, ha nominato come governatore di Luxor ʿĀdel al-Khayyāt, un membro del braccio politico di al-Gamāʿa al-Islāmiyya. La nomina ha generato forti reazioni di protesta, per cui il governatore rassegnò le dimissioni dopo una settimana.